# 이방인의 집
《이방인의 집》(House Of Strangers)은 미국에서 제작된 조셉 L. 맨키위즈 감독의 1949년 영화이다. 에드워드 G. 로빈슨 등이 주연으로 출연하였고 솔 C. 시겔 등이 제작에 참여하였다.
이 영화는 1949년 칸 영화제에 출품되었으며 에드워드 G. 로빈슨이 남우주연상을 수상했다.

## 출연

### 주연
- 에드워드 G. 로빈슨
- 수잔 헤이워드
- 리처드 콘트
- 루더 애들러
- 폴 발렌틴

### 조연
- 에프렘 짐발리스트 주니어
- 데브라 파겟
- 홉 에머슨
- 에스더 민시오티
- 다이아나 더글러스
- 티토 부오로
- 알베르토 모린
- 시드 토맥
- 토머스 브라운 헨리
- 데이빗 월프
- 존 켈로그
- 앤 모리슨
- 마리오 실레티

## 기타
- 미술: 조지 W. 데이비스
- 미술: 라일 R. 휠러
- 의상: 찰스 르 마리